# Gino Robair

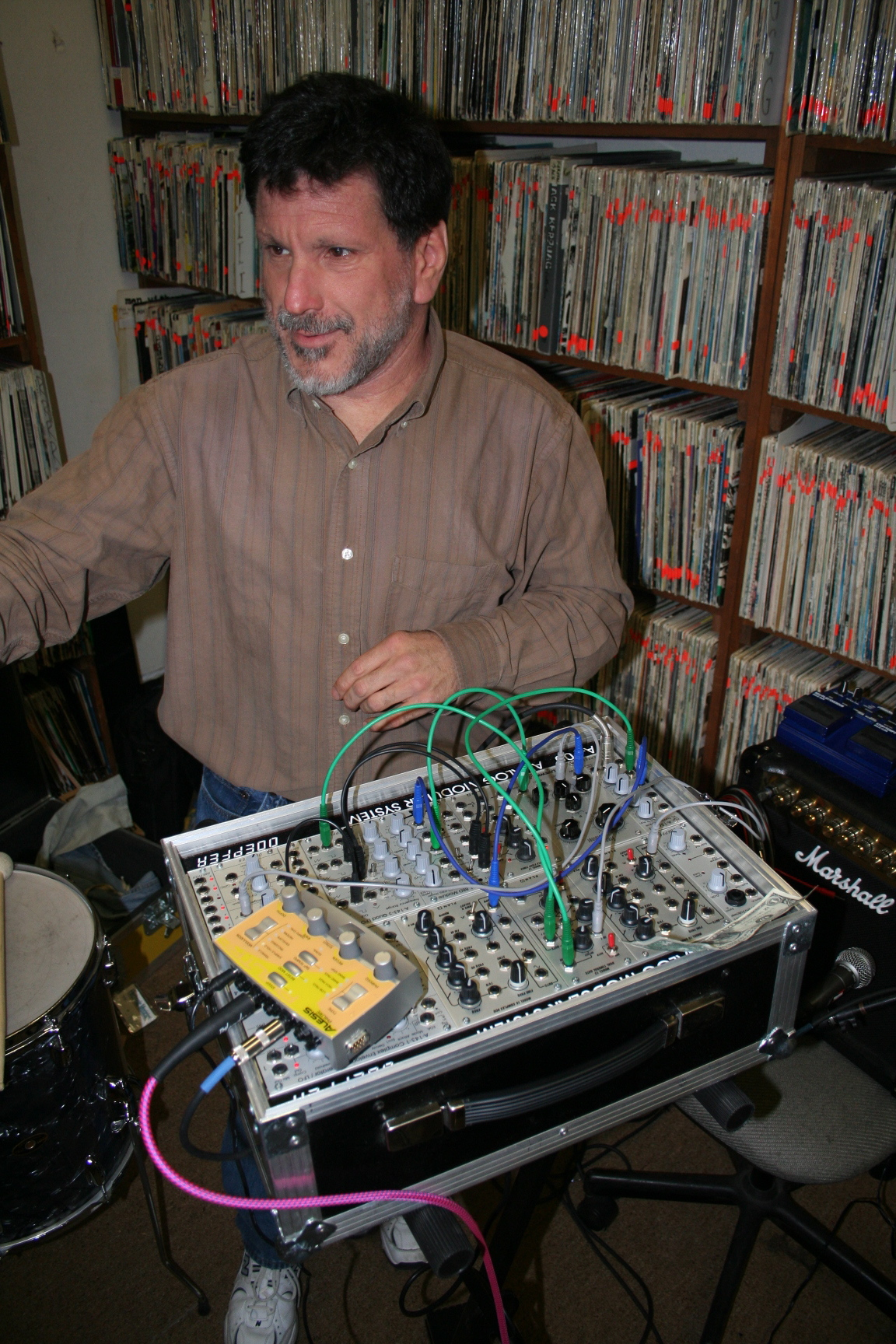
Gino Robair (2007)

Gino Robair (* 1963 in Riverside (Kalifornien)) ist ein US-amerikanischer Perkussionist, Jazz- und Improvisationsmusiker und Komponist.

## Leben und Wirken
Robair studierte Komposition an der University of Redlands und am Mills College. Als Perkussionist war er Schüler von Ron George, William Kraft, William Winant und Eddie Prévost. Er arbeitete mit Musikern wie Anthony Braxton, Tom Waits, John Butcher, LaDonna Smith, Otomo Yoshihide, Eugene Chadbourne, Liz Allbee, John Zorn und Nina Hagen und ist Gründungsmitglied der Gruppen Splatter Trio und Pink Mountain.
Anfang der 2000er Jahre entstand seine Improvisations-Oper I, Norton nach dem Leben des selbsternannten Kaisers der Vereinigten Staaten Joshua Norton, eines in Robairs Heimatstadt San Francisco bekannten Exzentrikers. Ein Video über die Konzeption und Aufführung des Werkes wurde 2006 produziert.
Robair wirkte an mehr als 80 Alben als Perkussionist, mitunter auch Gitarrist, Keyboarder oder Musiker auf elektroakustischen Instrumenten (Synthesizer, Theremin, Tonband) mit.

## Diskographie (Auswahl)
- Splatter Trio, 1990 mit Dave Barrett, Myles Boisen
- Splatter Trio: Anagrams, 1992
- Splatter Trio: Jump or Die, 1994
- Buddy Systems: Selected Duos and Trios mit Dave Barrett,  Myles Boisen, John Butcher, Carla Kihlstedt, Tim Perkis, Dan Plonsey, LaDonna Smith, Oluyemi Thomas, Otomo Yoshihide, 1995–98
- Crepuscular Music mit Miya Masaoka, Tom Nunn, 1998
- Unity in Multiplicity mit Oluyemi Thomas, 1998
- Duets (1997) mit Anthony Braxton, 1999
- 12 Milagritos mit John Butcher, Matthew Sperry, 2000
- Biggi Vinkeloe, George Cremaschi, Miya Masaoka, Gino Robair: Klang. Farbe. Melodie. (482 Music, 2004)
- New Oakland Burr mit John Butcher, 2004
- Sputter mit Birgit Ulher, 2005
- PopeWAFFEN mit Ezramo, David Fenech, Wendelin Büchler, Argo Ulva, 2010
- Sabrina Siegel, Gino Robair, Tania Chen, Tom Djll, Bryan Day Blue Moon, 2019
- Tanja Feichtmair / Damon Smith / Gino Robair: The Shrilling of Frogs (Balance Point Acoustics, 2021)